# Olympiastadion Berlin
Das Olympiastadion Berlin befindet sich im Berliner Bezirk Charlottenburg-Wilmersdorf im Ortsteil Westend. Es ist Teil des Olympiageländes (ursprünglich: Reichssportfeld) und wurde von 1934 bis 1936 für die Spiele der XI. Olympiade (1.–16. August 1936) mit einem Fassungsvermögen von seinerzeit 100.000 Zuschauern an der Stelle des zuvor dort befindlichen Deutschen Stadions errichtet. Heute ist das Olympiastadion Heimspielstätte des Fußballvereins Hertha BSC, der der Hauptnutzer des Stadions ist. Es bietet aktuell 73.856 Sitzplätze, davon 37.479 auf dem Unterring und 36.377 auf dem Oberring.

## Architektur

### Anlage
Das Olympiastadion ist das Zentralbauwerk des axial aufgebauten Olympiageländes (ursprünglich: Reichssportfeld), zu dem auch das Sportforum, das Hockey-Olympiastadion, das Olympia-Reiterstadion, das Olympia-Schwimmstadion, die Waldbühne, das Maifeld, der Glockenturm und die Langemarckhalle, sowie die Stadion-Terrassen gehören. Die Ost-West-Achse erstreckt sich vom Olympischen Platz, an dem sich der Haupteingang befindet, über das Stadion bis zum Glockenturm. Das ebenfalls in ost-westlicher Richtung angelegte Stadionoval ist westlich durch eine Öffnung über dem Marathontor unterbrochen und eröffnet eine virtuelle Sichtachse über das Maifeld zum Glockenturm. In der Öffnung befindet sich die auf einem Dreifußständer gelagerte Feuerschale für das olympische Feuer und an den Wänden der beiden Pylonen an dem Durchbruch, dem sogenannten Marathonplateau, wurden die Namen der Goldmedaillengewinner der olympischen Wettbewerbe verewigt.

Der Haupteingangsbereich am Osttor – eigentlich Olympisches Tor – wird durch zwei 35 Meter hohe Türme, dem Preußenturm im Nordosten und dem Bayernturm im Südosten hervorgehoben, zwischen denen die olympischen Ringe aufgehängt sind. An der Grenze zum Maifeld stehen weitere vier derartige Türme symmetrisch zur Ost-West-Achse angeordnet, Sachsenturm und Friesenturm nördlich und Frankenturm und Schwabenturm südlich der Achse. Die weniger ausgeprägte Nord-Süd-Achse verläuft von der Flatowallee (ursprünglich: Reichssportfeldstraße) über den Eingang am Südtor, durch das Stadion und das Olympia-Schwimmstadion.

### Stadion
Das Olympiastadion wurde teilweise als Erdstadion ausgeführt, bei dem nur der auf zahlreichen Stahlbetonpfeilern gelagerte Oberring über das Erdniveau hinaus ragt. Ober- und Unterring sind am Marathontor unterbrochen, gegenüber auf der Ostseite, links im Norden und rechts im Süden, befinden sich große Anzeigentafeln. Alle sichtbaren Außenwände und Pfeiler wurden mit Werkstein verkleidet, zumeist mit fränkischem Muschelkalk, nur in einigen Bereichen wie am Marathontor kam der hellere Gauinger Travertin zum Einsatz. Der Tribünenbereich befindet sich an der Südseite des Stadions. In seinem Zentrum war die ebenerdig erreichbare „Führerloge“ untergebracht. Innerhalb des Pfeilerkranzes wurden zwei Umgänge angelegt, von denen Durchlässe den Zugang zum Unterring bzw. zum Oberring ermöglichen.

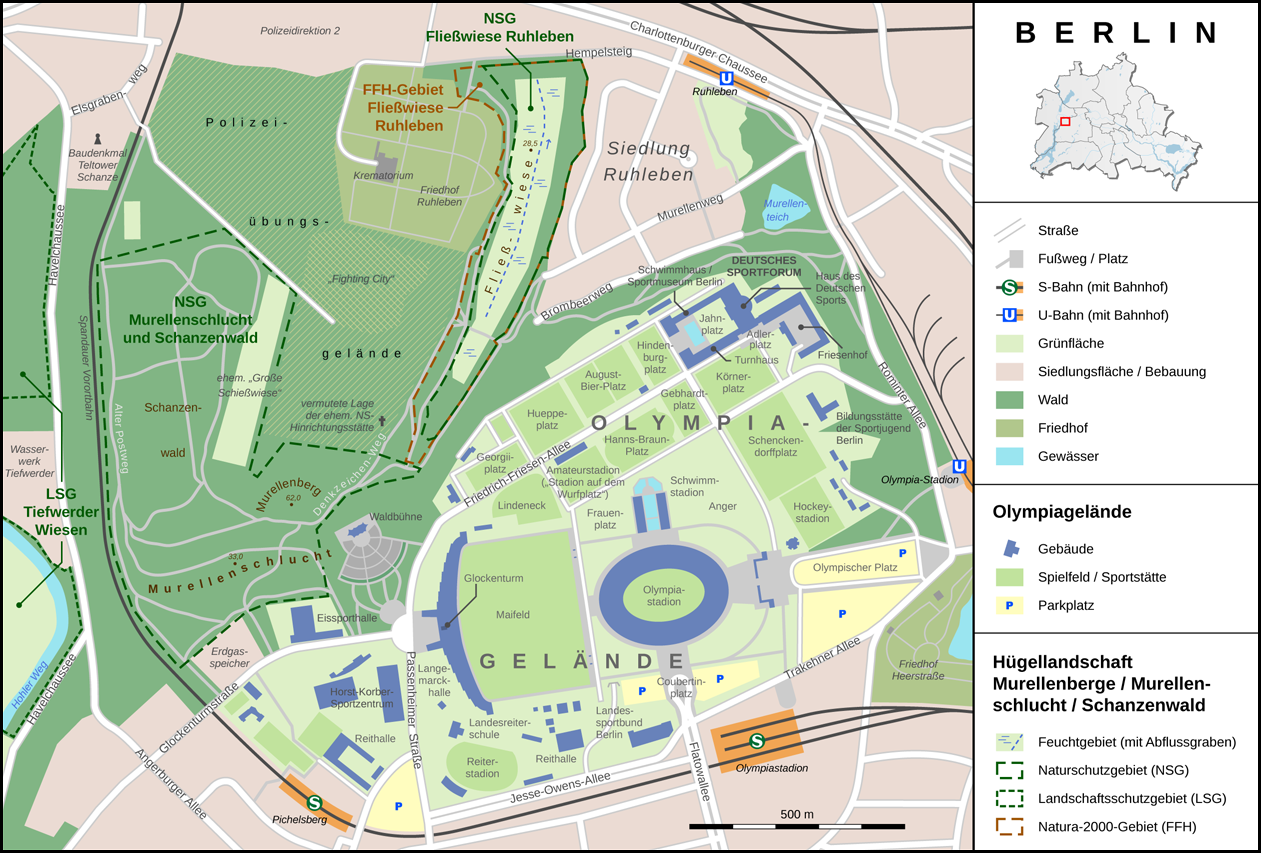
Lage des Stadions auf dem Olympiagelände
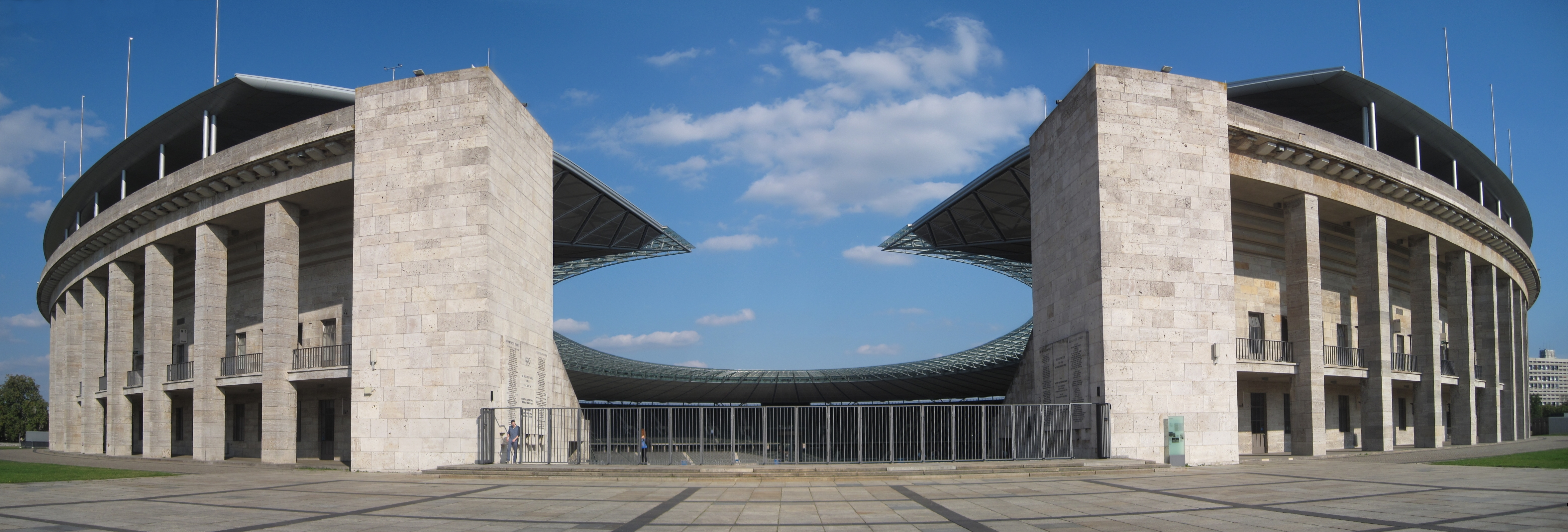
Sichtachse Marathontor, 2014
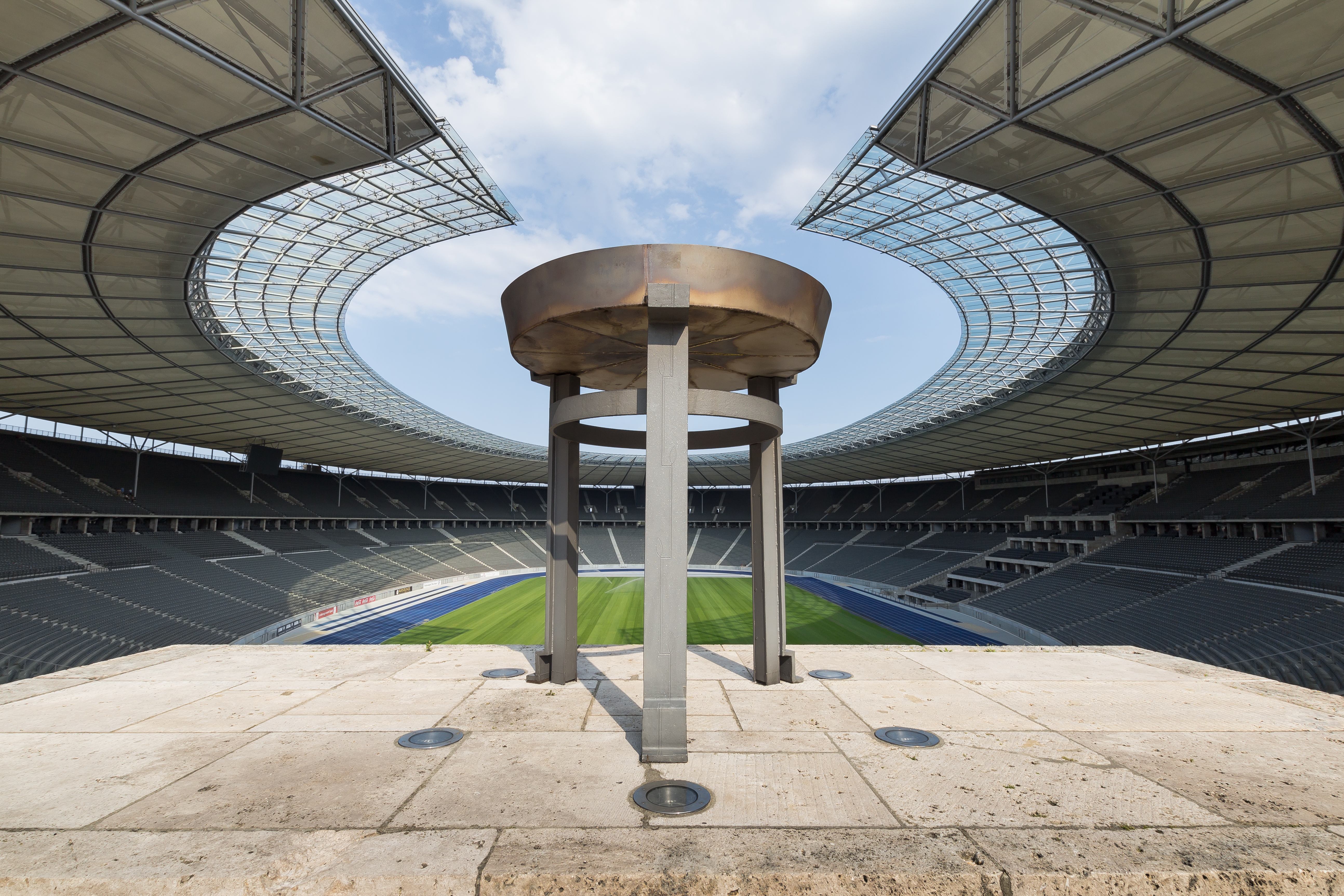
Die Schale für das olympische Feuer im Marathontor, 2015
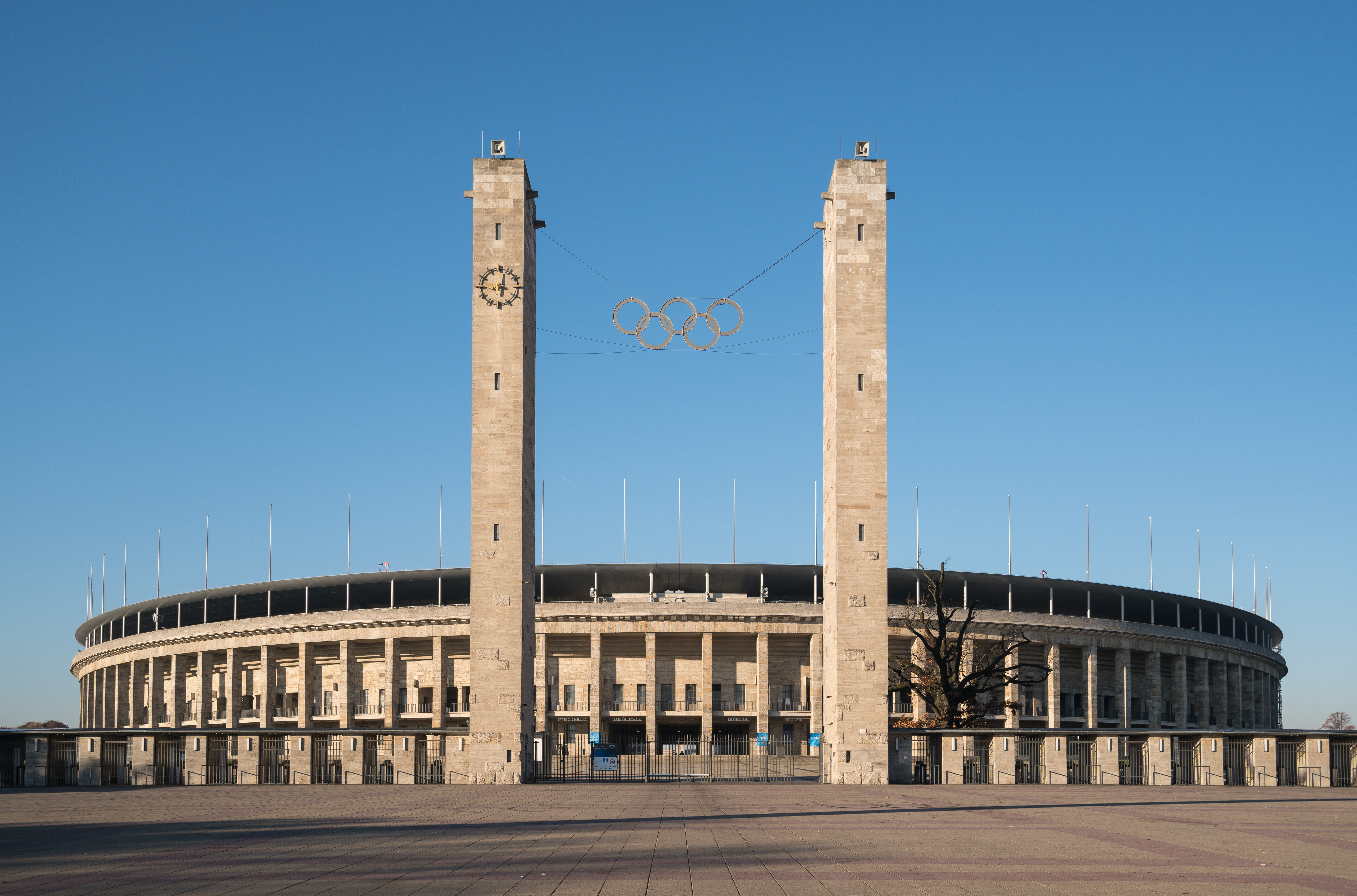
Haupteingang (Osttor) mit den fünf olympischen Ringen und der Podbielskieiche

### Außenbereich
Das Stadion ist umgeben von einem ebenen Außenbereich. Die östlichen Ecken der rechteckigen Grundform sind abgerundet. Nach Norden ist der Außenbereich durch das Olympia-Schwimmstadion begrenzt, nach Westen durch das Maifeld. Die an das Stadion direkt angrenzenden Bereiche, sowie die Zugänge vom Osttor und Südtor, vom Maifeld und der Bereich an der Mauer zum tiefergelegenen Schwimmstadion sind gepflastert. Die vier Ecken des Geländes sind als Wiese belassen. Hinter dem Preußenturm am Osttor befindet sich die Podbielski-Eiche, ein etwa 200 Jahre altes geschütztes Naturdenkmal, das seinen an Victor von Podbielski erinnernden Namen von einem gleichnamigen Baum des Vorgängerstadions übernahm.
Die Rundungen im Osten sind durch Skulpturen und Stelen gekennzeichnet. Von 1935 bis 1937 entstanden die Plastiken Diskuswerfer und Stafettenläufer von Karl Albiker. Von beiden – auf das Osttor zulaufende – Plastiken erinnert jeweils eine Siegerstele an die deutschen Goldmedaillengewinner der Olympischen Sommer- und Winterspiele seit 1896 nach einem Vorbild aus der griechischen Antike. Die Gedenksteine (Olympiastelen) haben architektonisch den Charakter eines äußeren Säulenpfeilerrings. Der Übergang zum Maifeld wird von zwei Skulpturen Rosseführer von Joseph Wackerle eingerahmt. Die vier Skulpturen sind ebenso wie die Verkleidung des Marathontores aus Gauinger Travertin. Sie wurden vor Ort aus einem großen Steinquader herausgehauen. Die Vorgabe für die Künstler war, die Architektur des Reichssportfelds in der Gestaltung der Skulpturen widerzuspiegeln.
Am Umgang westlich des Südtors ist die Olympiaglocke aufgestellt. Vor den Zeiten mobiler Kommunikation war sie ein beliebter Treffpunkt für Zuschauer, die sich im Getümmel aus den Augen verloren hatten. Es handelt sich dabei um die zu den Olympischen Spielen 1936 im Glockenturm aufgehängte Glocke. Bei der Sprengung des ausgebrannten Glockenturms im Jahr 1947 fiel sie zu Boden und erhielt einen Riss. Zum Schutz vor Metalldiebstahl wurde sie zunächst auf dem Vorplatz des Glockenturms vergraben, 1956 wiedergefunden und ausgegraben und im Außenbereich des Olympiastadions aufgestellt.

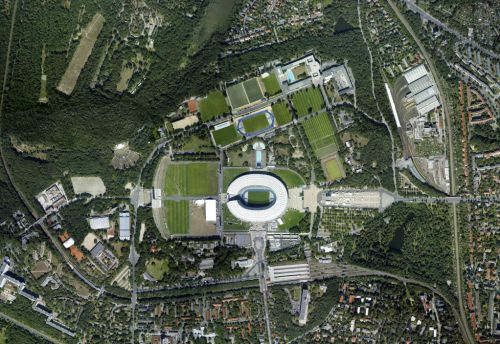
Senkrecht-Luftbild des Stadions mit dem Olympiagelände, 2009
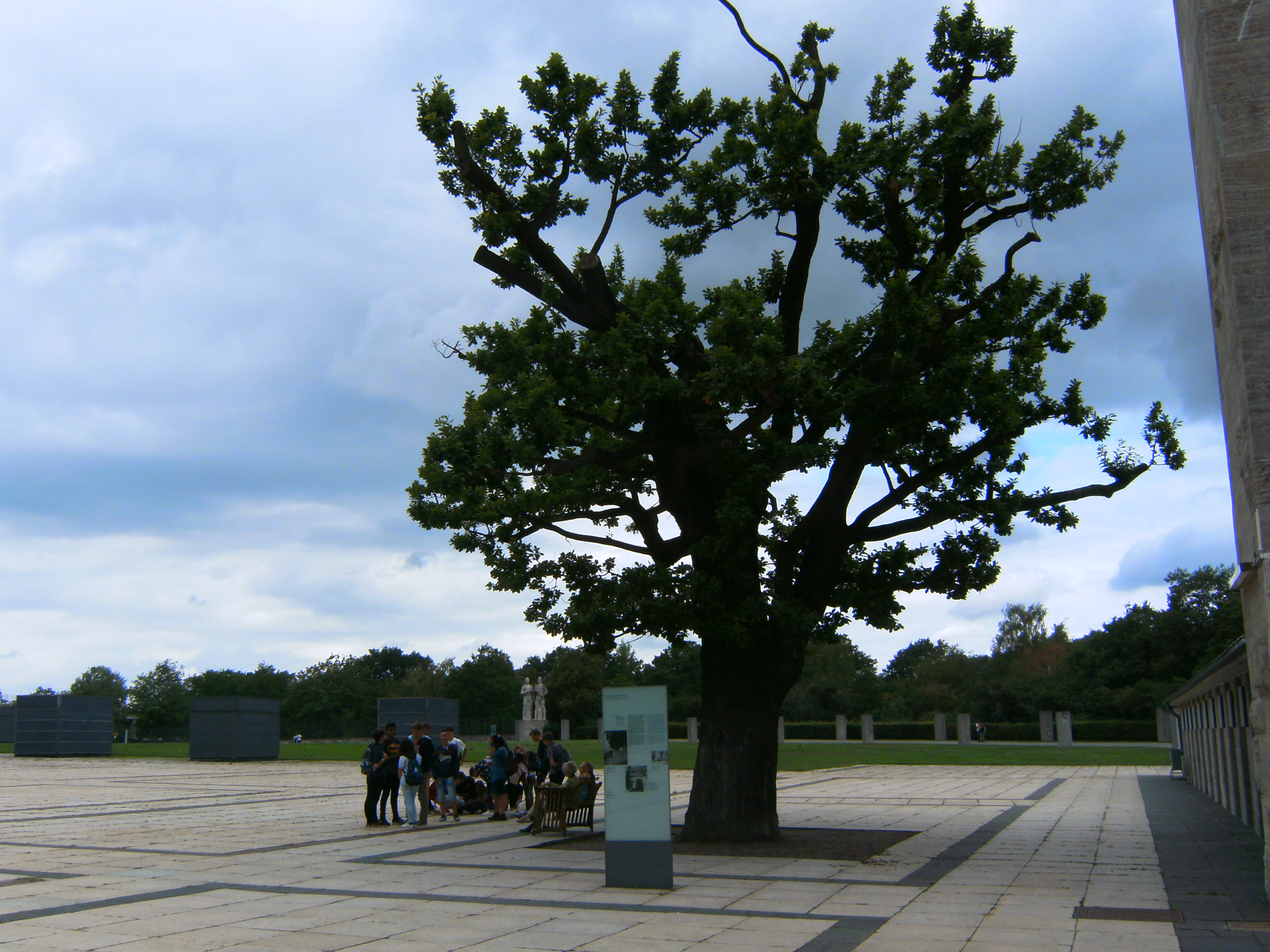
Podbielskieiche beim Haupteingang des Olympiastadions, 2016
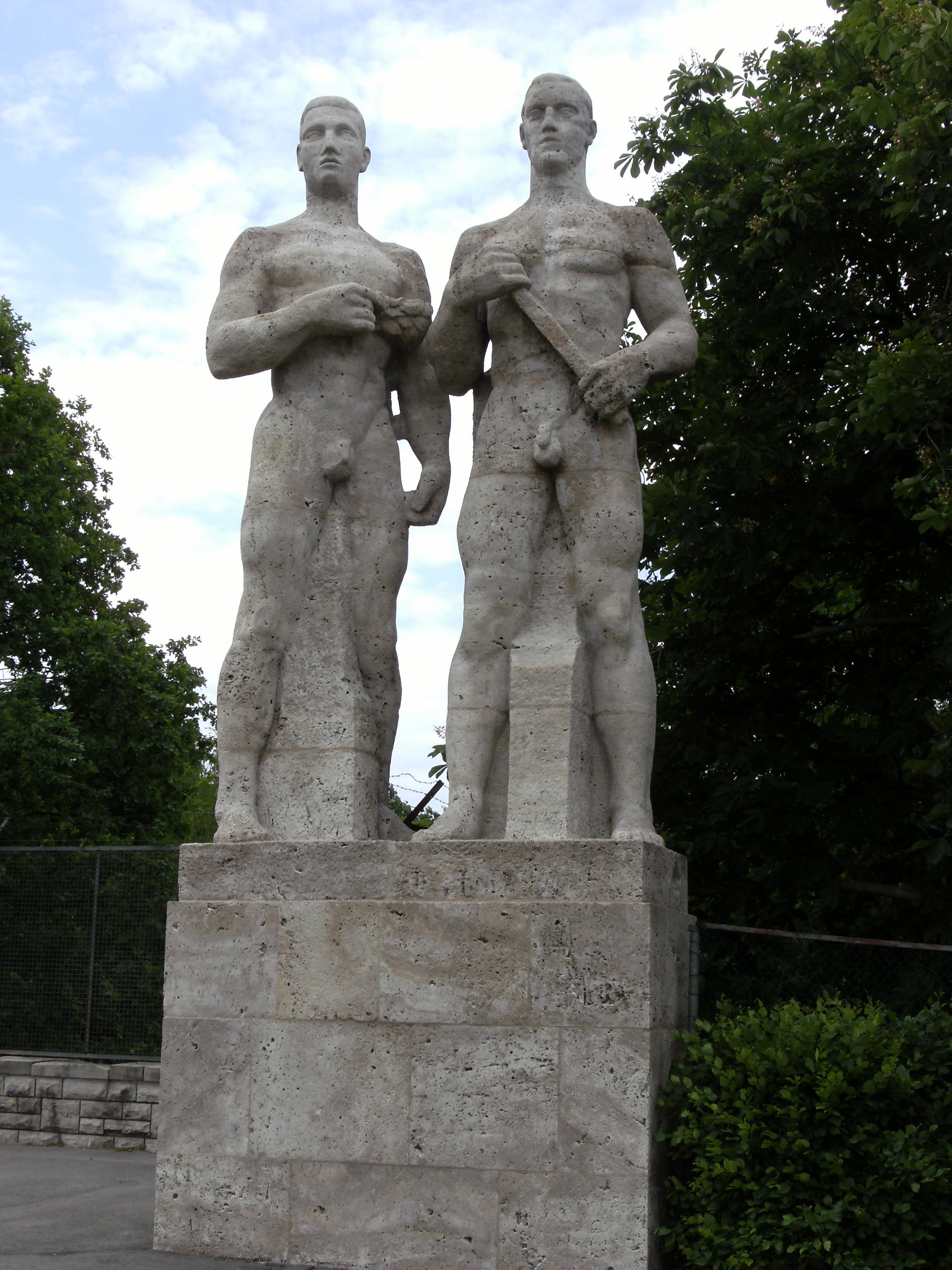
Stafettenläufer (Staffelläufer) von Karl Albiker, 2008
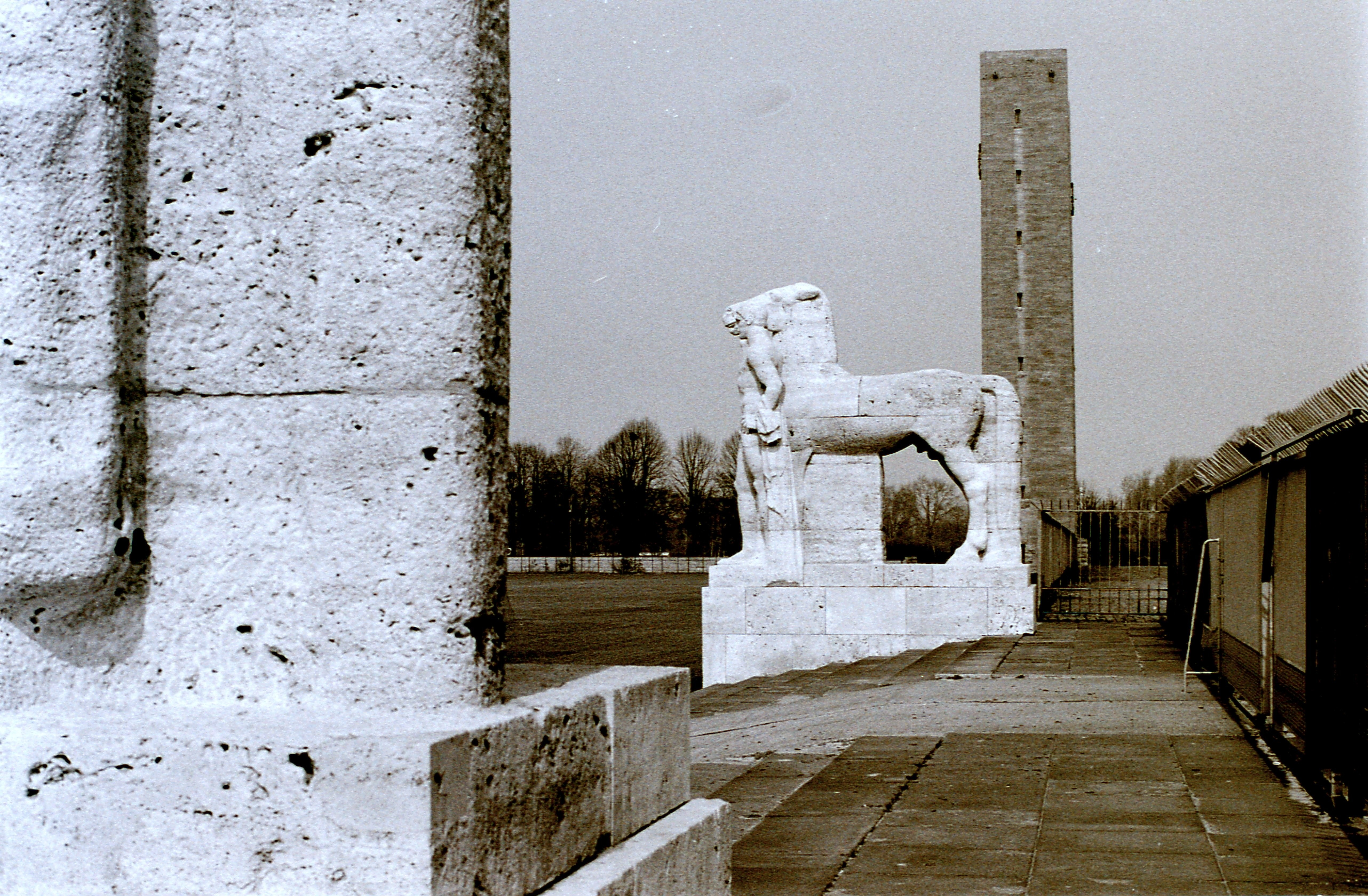
Rosseführer von Joseph Wackerle, 2009
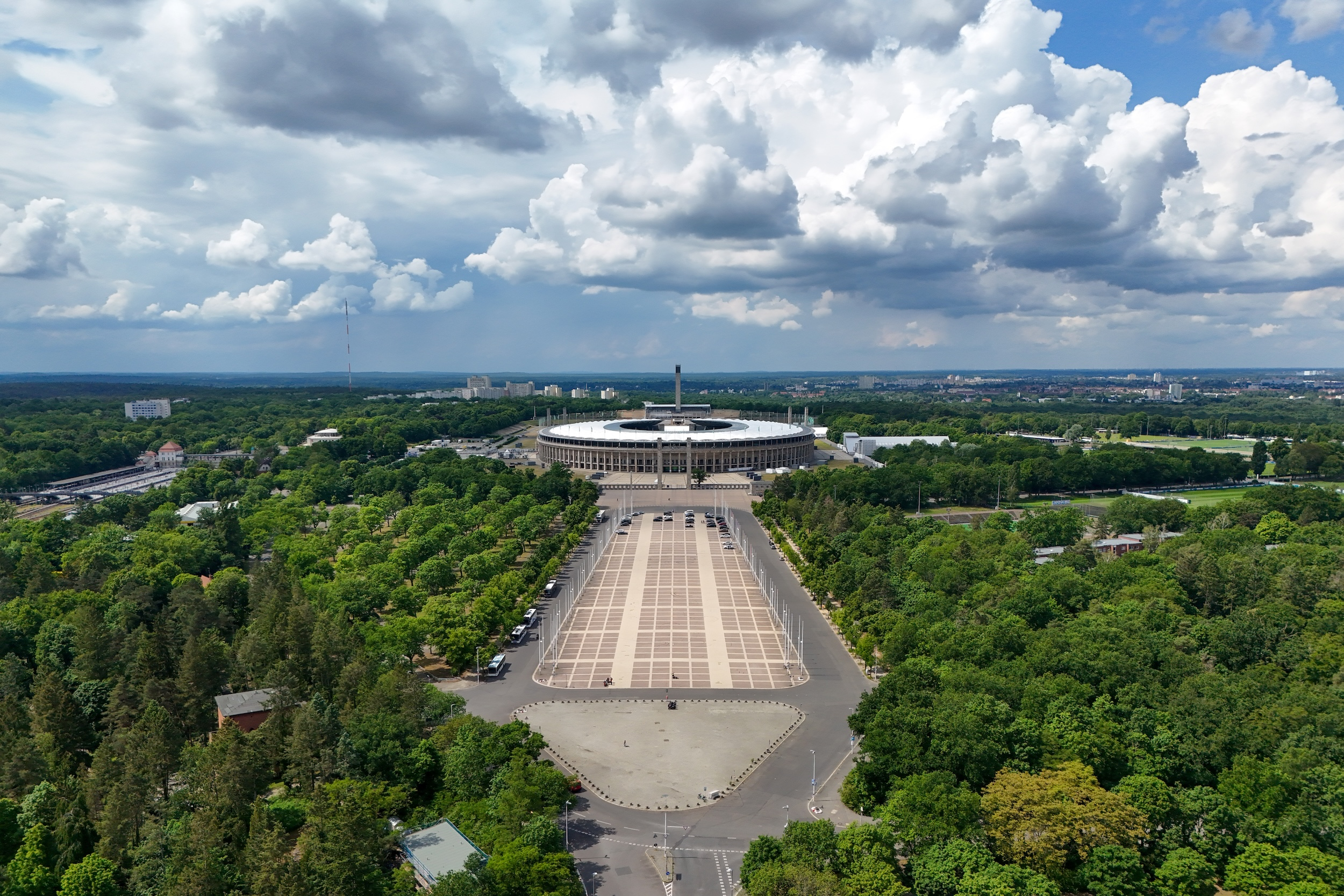
Der Olympische Platz vor der Ostseite des Olympiastadions, 2024

### Räumlichkeiten
Es gibt im Stadionkomplex Beflaggung am Rand des Oberrings, überdachte Sitzplätze, Logen, Ehrentribünen, Pressetribünen, VIP-Anbau, Videoüberwachung durch die Polizei, Stadionkapelle, Reportergraben, eine unterirdische Aufwärmehalle mit 100-Meter-Bahnen, Umkleidekabinen im zweiten Untergeschoss sowie Technikräume und Tiefgaragen.

### Fassungsvermögen und Ausmaße
Das Olympiastadion ist 303,48 m lang und (von Pfeiler zu Pfeiler) 228,31 m breit. Nach Abschluss der Bauarbeiten 2004 fasste das Stadion 74.475 Sitzplätze. Aktuell (Stand: 2025) sind es 73.856 Plätze.
Beim DFB-Pokal-Finale der Herren wird seit einigen Jahren über dem Marathontor eine Zusatztribüne angebracht, wodurch sich die Kapazität auf fast 76.000 Sitzplätze erhöht.

## Geschichte

### Vorgeschichte
Im Jahr 1912 wurden die Olympischen Sommerspiele 1916 nach Berlin vergeben. Dafür wurde innerhalb von 200 Tagen im Inneren der 1909 entstandenen Rennbahn Grunewald das Deutsche Stadion nach Plänen des Architekten Otto March errichtet und am 8. Juni 1913 zum 25-jährigen Thronjubiläum Kaiser Wilhelms II. eingeweiht. Wegen des Ersten Weltkriegs fanden die Olympischen Spiele 1916 jedoch nicht statt. Nach dem Ersten Weltkrieg blieb Deutschland von den Olympischen Spielen 1920 und 1924 ausgeschlossen. Mit der Teilnahme deutscher Sportler an den Spielen 1928 wurde Deutschland auch wieder ein möglicher Ausrichter Olympischer Spiele.
Die XI. Olympischen Sommerspiele 1936 wurden am 13. Mai 1931 vom Internationalen Olympischen Komitee nach Berlin vergeben. Zunächst planten die Organisatoren der Spiele, das bestehende Deutsche Stadion umzubauen. Mit den Planungen wurde Werner March, Sohn des Architekten des Deutschen Stadions Otto March, beauftragt. Nach seinen Plänen sollte das großflächige Erdstadion tiefer eingesenkt und das Schwimmbecken aus der Gegentribüne entfernt und zur Ostkurve verlegt werden. So sollten zusätzliche Zuschauerplätze gewonnen und die Zuschauer dichter an das Geschehen auf dem Spielfeld gebracht werden. Zusätzlich wollte man neben dem südlichen Tunnelzugang einen weiteren Tunnel von Osten als Zugang unter der Rennbahn zum Stadion errichten.

### 1934–1945
Entgegen der ursprünglichen Planung, das Deutsche Stadion für die Olympischen Spiele umzubauen, ordnete der neue Reichskanzler Adolf Hitler, wegen des zu erwartenden propagandistischen Effektes für Deutschland im Oktober 1933, den Bau eines neuen Großstadions an gleicher Stelle an. Inspiriert wurde er dabei laut dem Historiker Ansbert Baumann von den Erfahrungen, die er während des Deutschen Turnfests im Juli 1933 in dem neu erbauten Stuttgarter Neckarstadion gemacht hatte. Deswegen sollte der bislang für den geplanten Umbau zuständige Architekt Werner March einen für Masseninszenierungen geeigneten Neubau planen. Hitler besuchte im Oktober 1934 die Baustelle und genehmigte Marchs Entwurf. Er regte die Verwendung von Natursteinen für die Fassade an. Zusätzlich empfahl er March ein Treffen mit dem Architekten Albert Speer. Dieses Treffen fand vermutlich im November/Dezember 1934 statt. Nach Ansicht des Speer-Biografen Magnus Brechtken wurden die beiden Architekten offensichtlich schnell einig. „Weitere Treffen, Gespräche oder Einflüsse Speers“, wie von Speer in seiner Autobiografie behauptet, sind nicht bekannt. Weiter erklärte Hitler den Bau nun zur Reichssache und reduzierte die Rolle der bisher zuständigen Stadt Berlin aus den Olympiaplanungen. Die umschließende Rennbahn sollte dabei aufgegeben und der Pächter des Geländes, der Union-Klub, enteignet werden. Damit wurde westlich des Stadions Raum für ein großes Aufmarsch- und Versammlungsgelände gewonnen, das heutige Maifeld, auf das Hitler großen Wert legte. Das olympische Bauvorhaben wurde das erste von Hitlers Großbau-Projekten. Durch die Ausweitung der vorhandenen Planung stiegen die Ausgaben von den ursprünglich kalkulierten 5,5 Millionen auf 42 Millionen Reichsmark (kaufkraftbereinigt in heutiger Währung: rund 228,1 Millionen Euro). Mit den Olympischen Spielen in Deutschland wollte er der Welt in propagandistischer Weise vorführen, dass das Deutsche Reich unter seiner Führung in erster Linie ein friedliebendes, soziales und wirtschaftlich aufstrebendes Land sei.
Das Stadion wurde am 1. August 1936 anlässlich der XI. Olympischen Spiele, nach einer nur 28-monatigen Bauzeit, eröffnet.

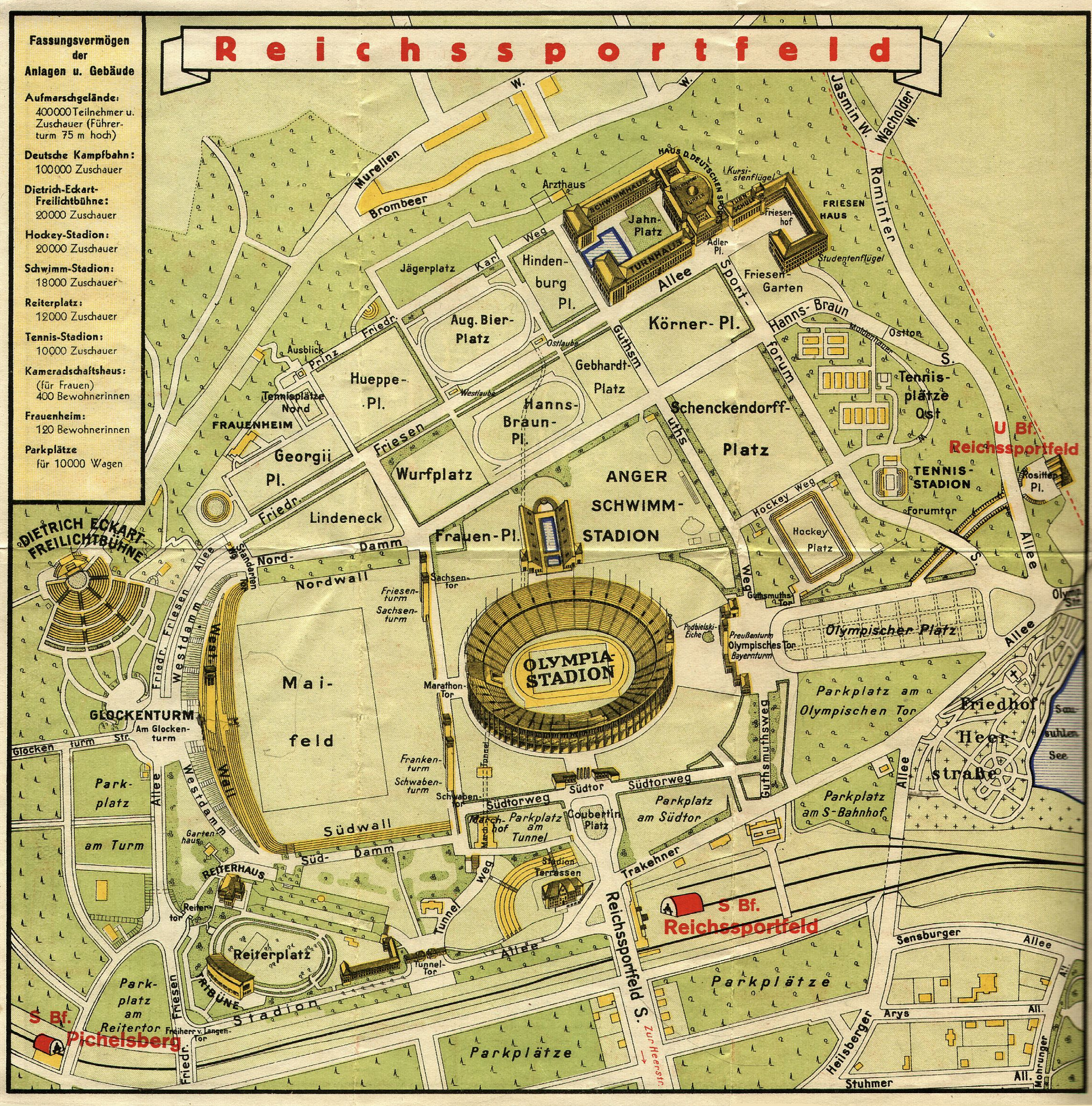
Karte des Reichssportfeldes mit Informationen zum Fassungsvermögen der Gebäude und Anlagen, 1936
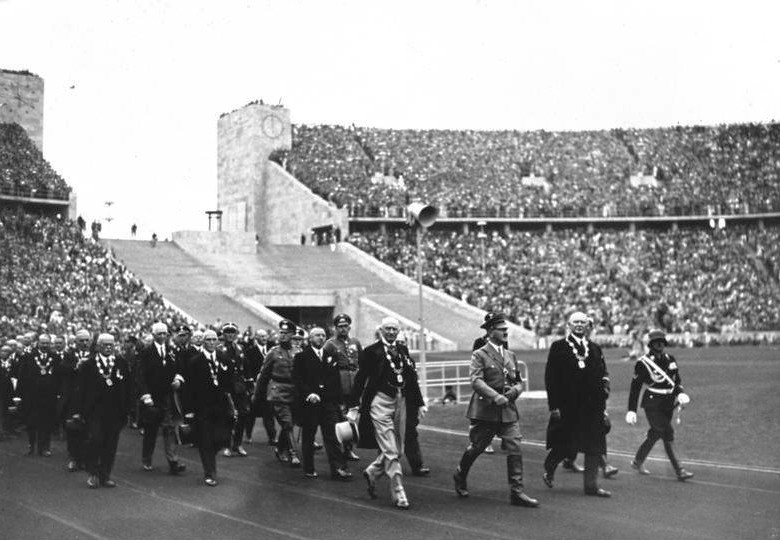
Hitler mit dem Olympischen Komitee am Eröffnungstag, dem 1. August 1936
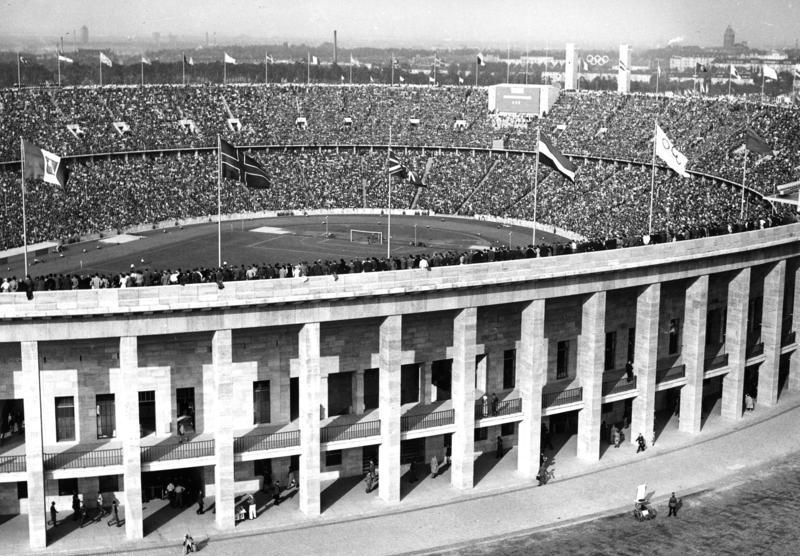
Fußballspiel bei den Olympischen Spielen, August 1936
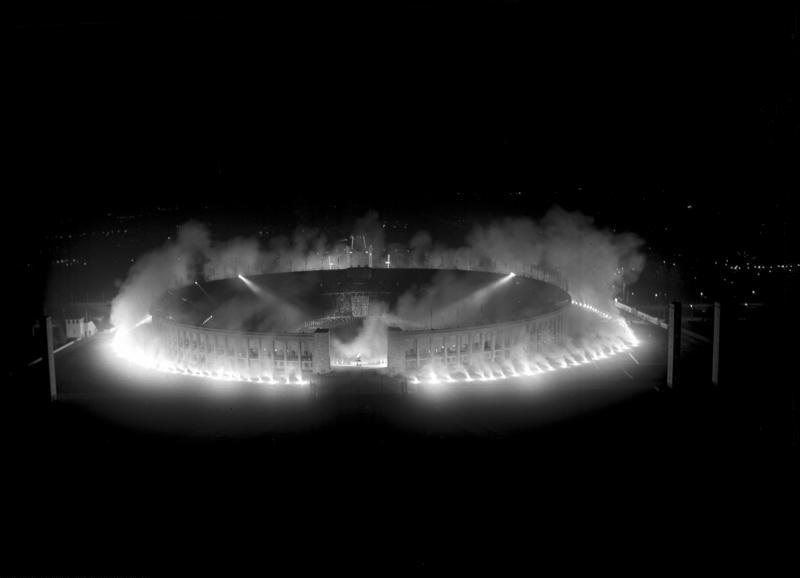
Nachtbeleuchtung anlässlich der Olympischen Spiele, August 1936
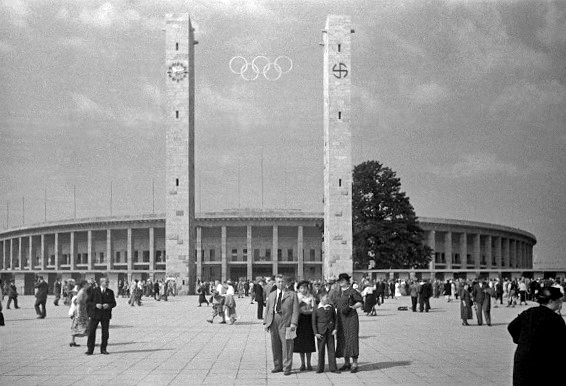
Besucher vor dem Osttor, 1936. Am Preußenturm (rechts) befand sich ein Hakenkreuz.

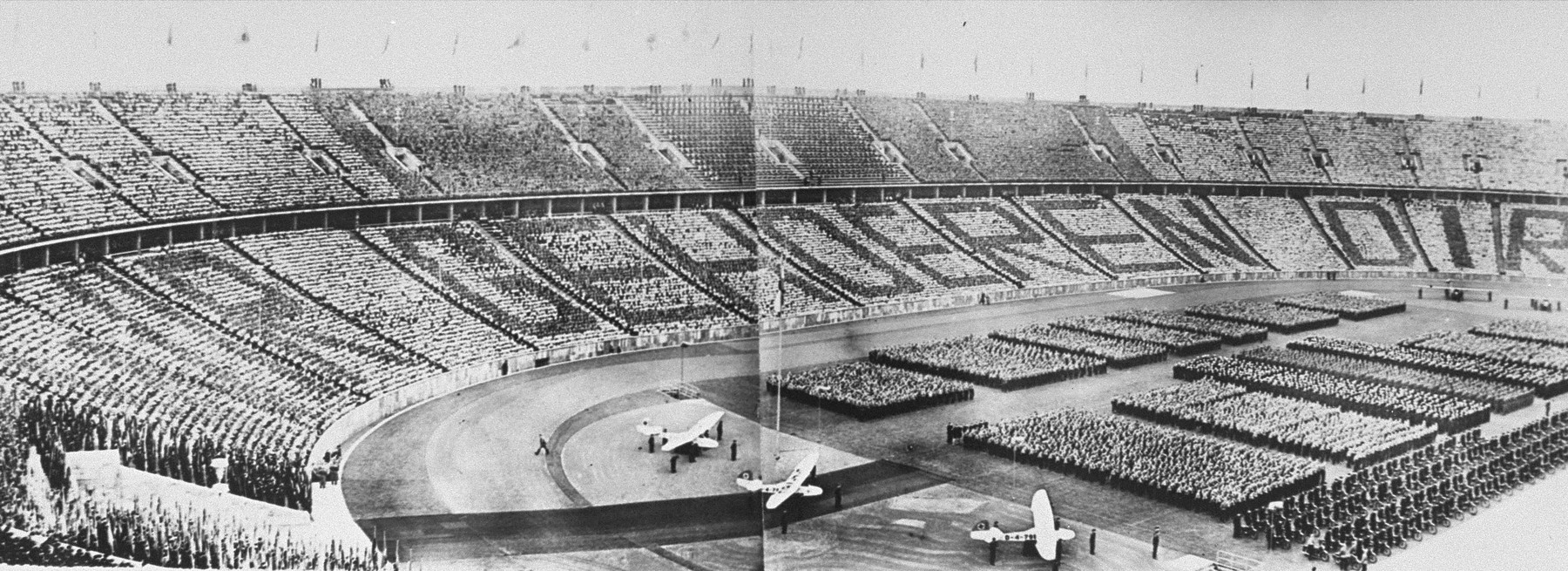
Am 1. Mai („nationaler Feiertag des deutschen Volkes“) 1939 sprach Adolf Hitler im Olympiastadion zur Jugend. Die dunklen Jacken des BdM bilden zwischen den weißen Blusen die Worte „WIR GEHOEREN DIR“.

Während des Zweiten Weltkriegs betrieb die Firma Blaupunkt in den Stadionkatakomben eine Produktionsanlage für Zünder. Teile der Katakomben wurden auch für den Luftschutz genutzt. Während der Schlacht um Berlin fanden auch in der Nähe des Olympiastadions Kampfhandlungen statt. Am 28. April 1945 befahl Hitler aus dem Führerbunker dem Reichsjugendführer Arthur Axmann, mit seiner HJ-Division gegen die von Westen anrückenden Sowjets den Havelübergang und das Reichssportfeld zu verteidigen. Der Aktion war wenig Erfolg beschieden. Die Angaben über die genauen Umstände und die Verluste differieren stark. Während Axmann in seiner Rechtfertigung nach dem Krieg nur ca. 70 Gefallene auf deutscher Seite schätzt, sprechen andere Quellen von Tausenden toten Hitlerjungen.
Auf dem Gelände des Olympiastadions befanden sich am Ende des Krieges Bombenkrater und der Glockenturm war durch Brandeinwirkung zerstört.

### 1945–2000
In der Tribüne auf der Südseite befinden sich eine Ehrenhalle und davor die Ehrentribüne mit der ehemaligen Führerloge, die 1957 auf eine der letzten Anordnungen der britischen Militärverwaltung hin um zwei Meter verkürzt werden musste, um den Bereich, in dem sich Hitler während der Olympischen Spiele aufgehalten hat, zu entfernen und so einer möglichen neonazistischen Kultstätte vorzubeugen.
Der Glockenturm wurde 1947 gesprengt und 1962 wieder aufgebaut.
Am 26. September 1969 wurde im Spiel Hertha BSC gegen den 1. FC Köln mit 88.075 Zuschauern die bis dahin höchste Zuschauerzahl in einem Bundesligaspiel erreicht.
Das Stadion wurde 1974 für die im gleichen Jahr stattfindende Fußball-Weltmeisterschaft teilüberdacht.

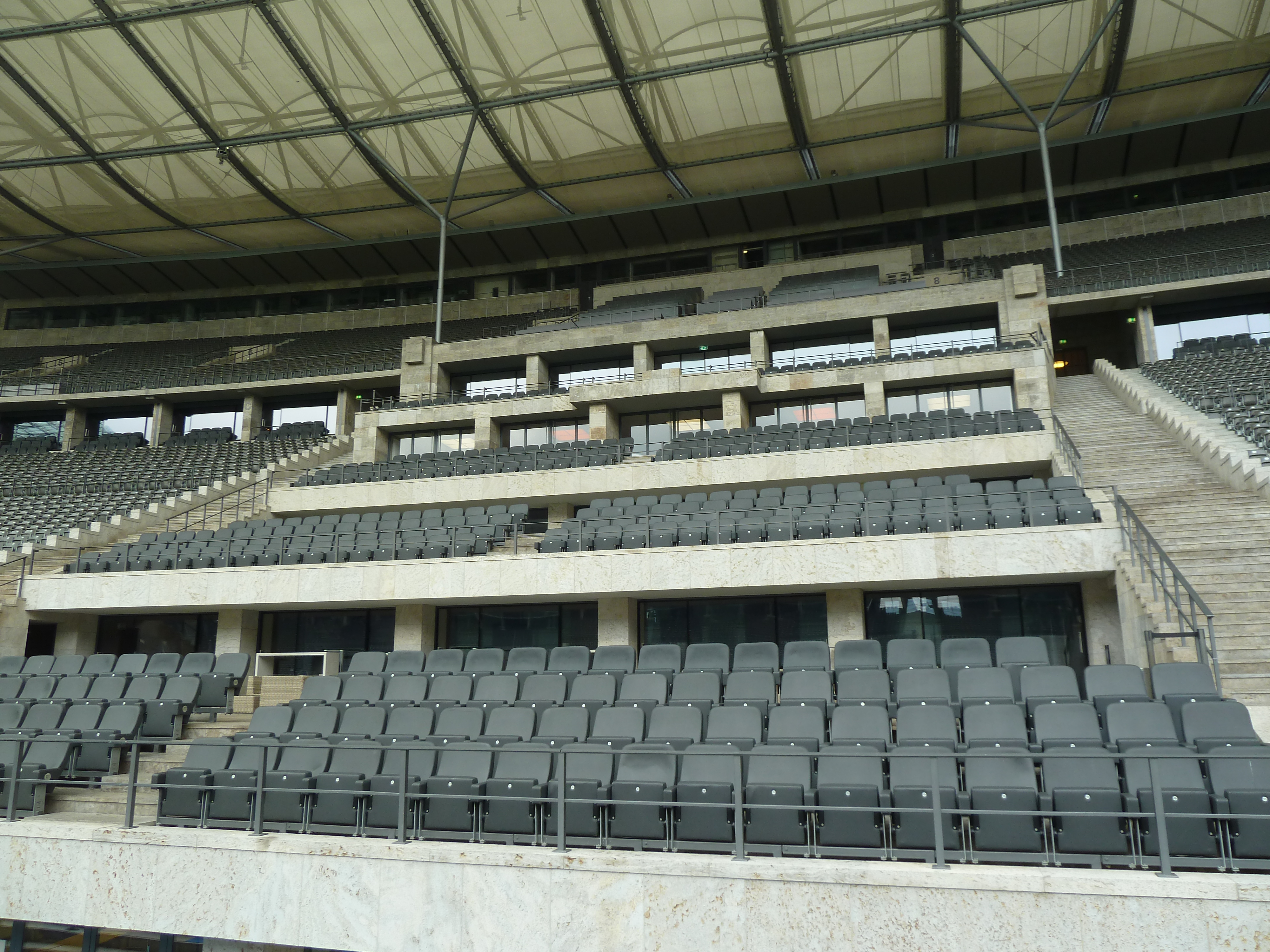
Ehrentribüne mit der 1957 gekürzten, ehemaligen „Führerloge“, 2015
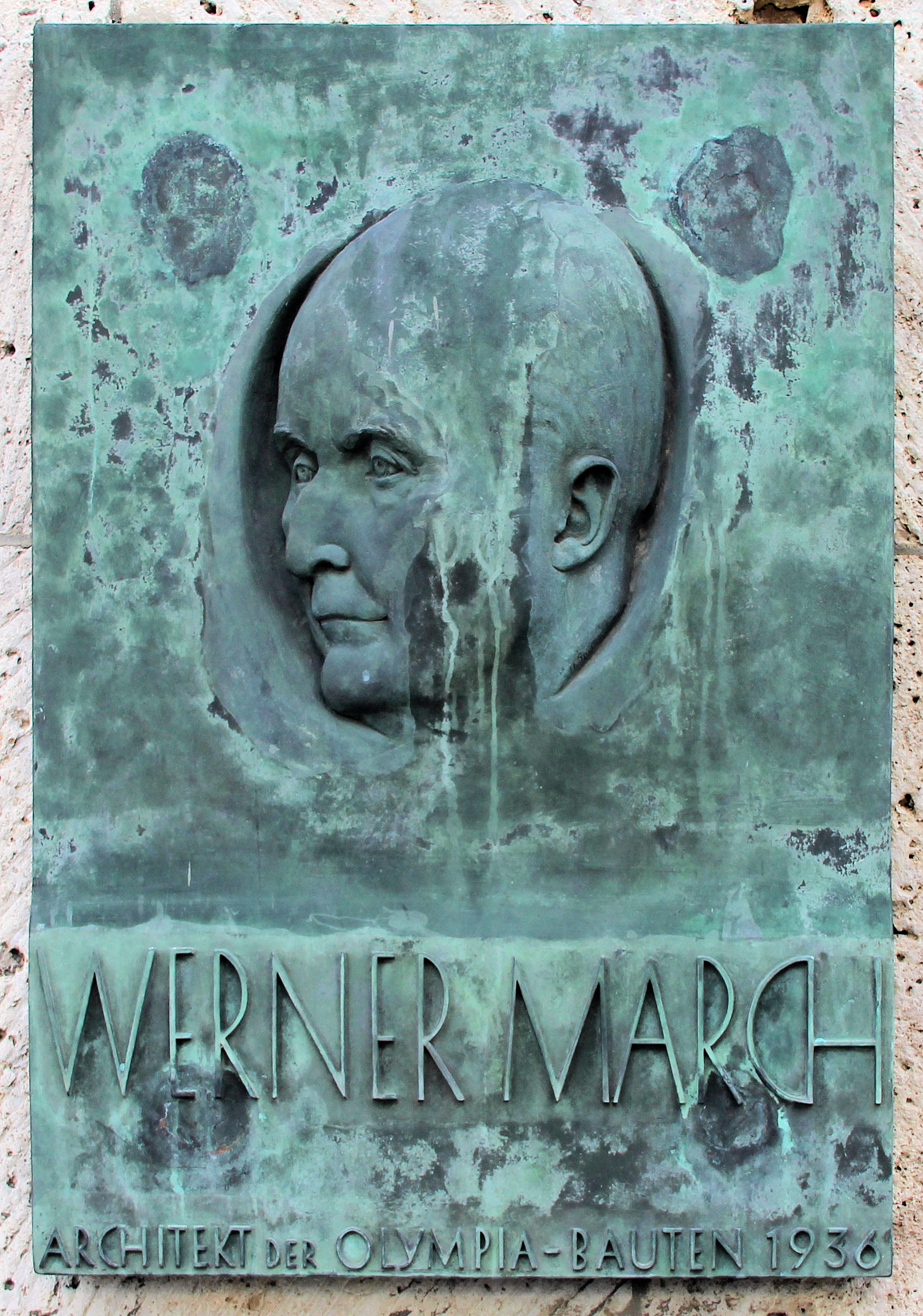
March-Gedenktafel von 1965 am Marathontor, 2011
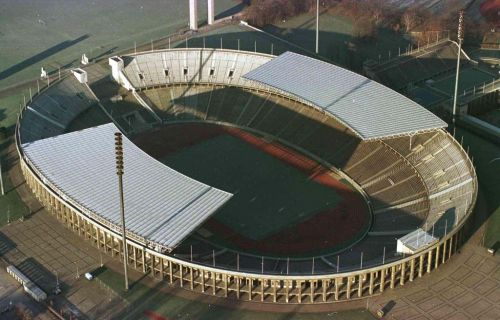
Olympiastadion mit Teilüberdachung, 1997
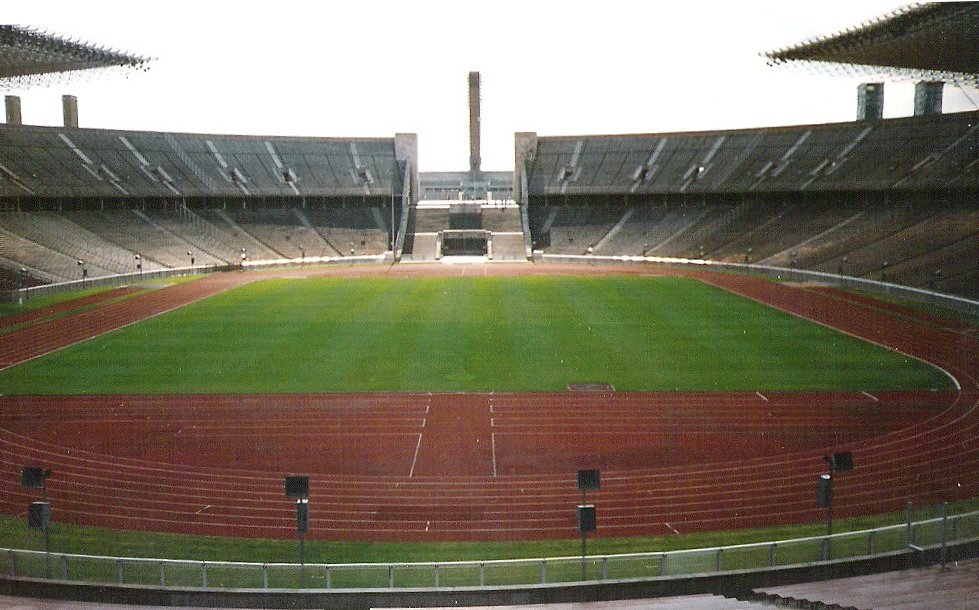
Innenraum des Olympiastadions vor dem Umbau
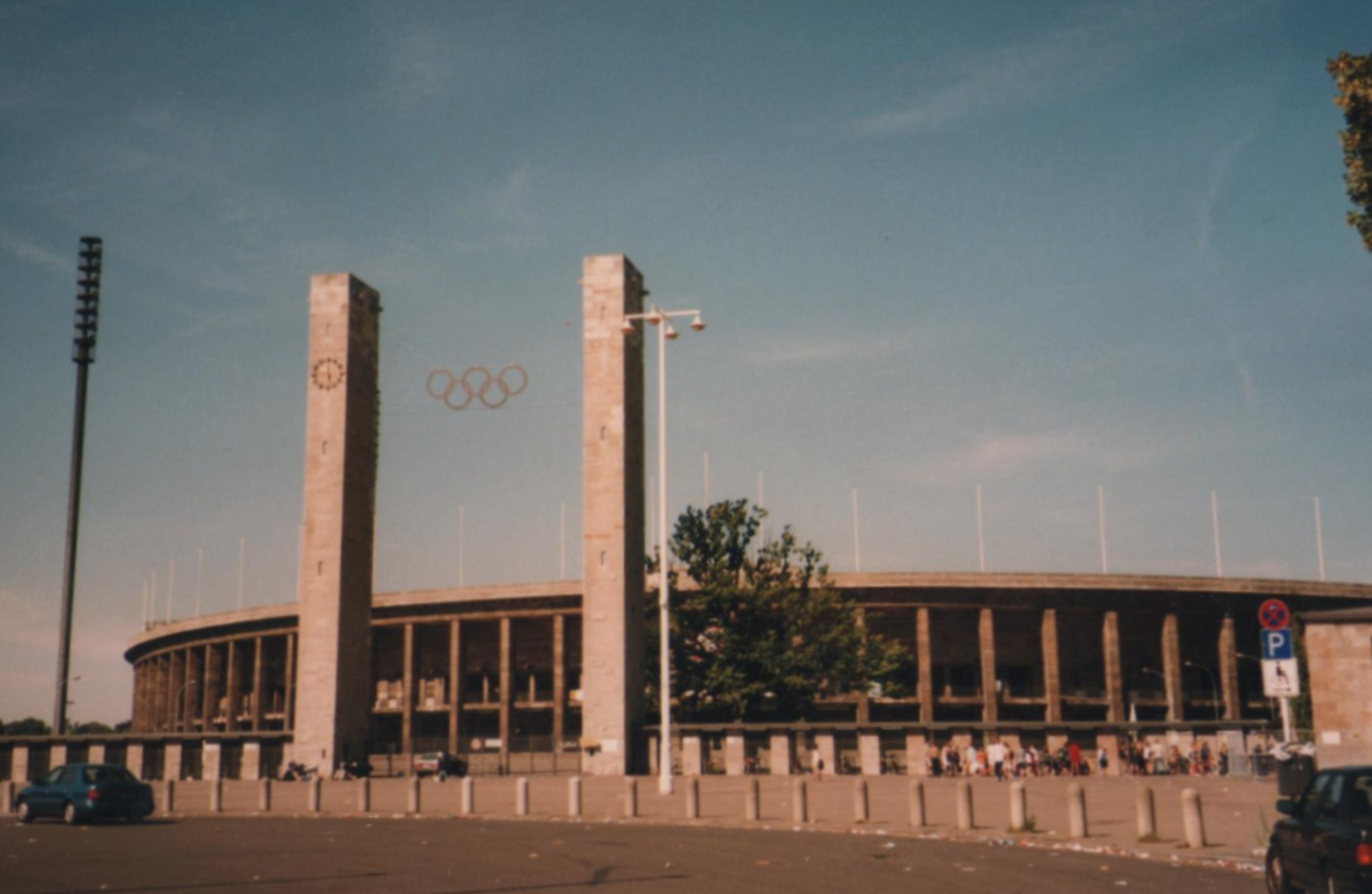
Das Olympiastadion von der Ostseite vor dem Umbau, 1999

### Umbau 2000–2004
In den Jahren 2000–2004 wurde das Olympiastadion unter Beibehaltung des Sportbetriebs nach Entwürfen des Architekturbüros Gerkan, Marg und Partner für die Fußball-Weltmeisterschaft 2006 grundlegend umgebaut und modernisiert. Für die Durchführung des Umbaus wurde die Firma Walter Bau AG gewählt, die sich zu diesem Zeitpunkt bereits in wirtschaftlichen Schwierigkeiten befand. Sie meldete nach Ende der wesentlichen Umbauarbeiten am 1. Februar 2005 Insolvenz an.
Die Wettkampffläche wurde um einige Ränge abgesenkt, um eine dichtere Atmosphäre für Fußballspiele zu schaffen. Bei den Umbauarbeiten waren die konservatorischen Belange des Denkmalschutzes zu beachten. Die alten Natursteine wurden einzeln sandgestrahlt; so konnte etwa 70 Prozent der historischen Bausubstanz erhalten werden. Herausragende Kennzeichen des umgebauten Olympiastadions sind das jetzt alle Ränge umfassende Dach, an dem eine durchgängige Flutlichtbeleuchtung („Feuerring“) montiert wurde, die bei Flutlichtspielen keine Schatten oder Halbschatten erzeugt. Eine blaue Tartanbahn wurde auf Wunsch und Kosten des Fußball-Bundesligisten Hertha BSC in dessen Vereinsfarben aufgetragen. Die blaue Farbgebung wurde durch den Denkmalschutz kritisiert. Die Befürchtung, dass Wasservögel auf der Bahn landen könnten, hat sich nicht bestätigt.
Aufgrund dessen Vorgaben sind auch alle Ein- und Umbauten (zusätzliche Decken, Wandverkleidungen etc.) wiederentfernbar gestaltet worden, sodass sich der Zustand von vor 2000 theoretisch wiederherstellen ließe. Zusätzlich wurden neue Feuerhalter in den Umgängen des Stadions angebracht, die auf Fotografien von 1936 fehlen. Im Erdgeschoss des Stadions befindet sich seit 2004 eine christliche Kapelle, deren Wände mit Blattgold belegt sind. Das Glockengeläut wird mittels einer Tonbandaufnahme eingespielt, die in der Kaiser-Wilhelm-Gedächtniskirche aufgenommen wurde.
Die Gesamtkosten dieses Umbaus beliefen sich auf rund 242 Millionen Euro, wovon 196 Millionen vom Bund übernommen wurden.

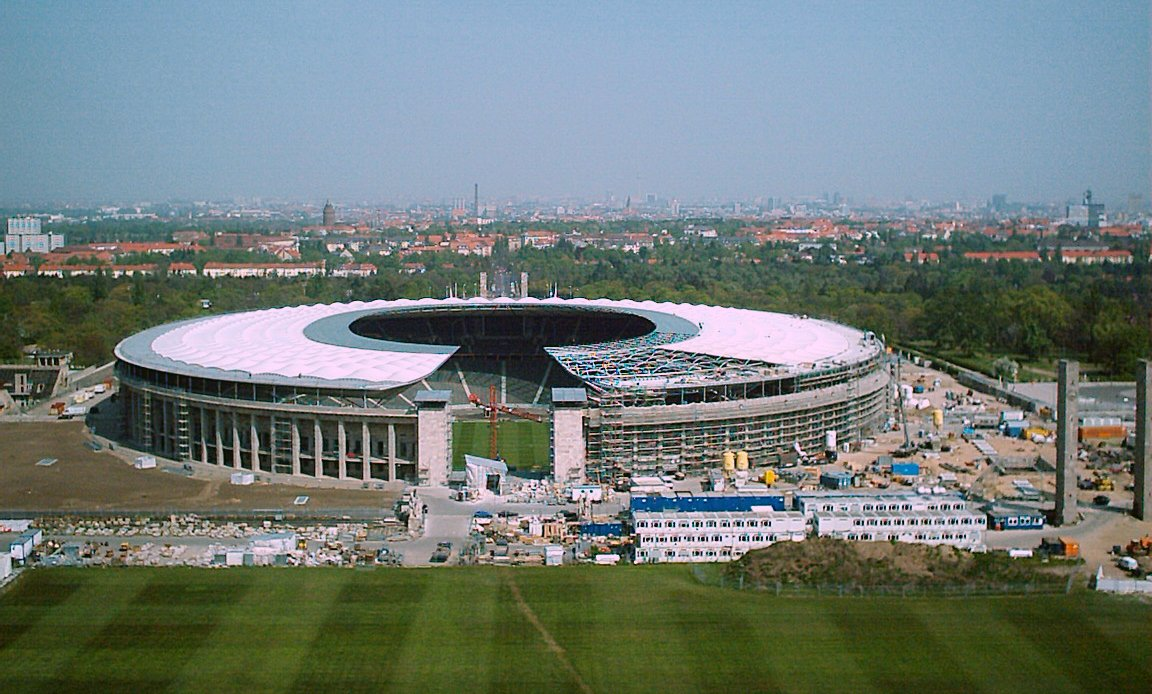
Blick vom Glockenturm auf das Olympiastadion während des Umbaus
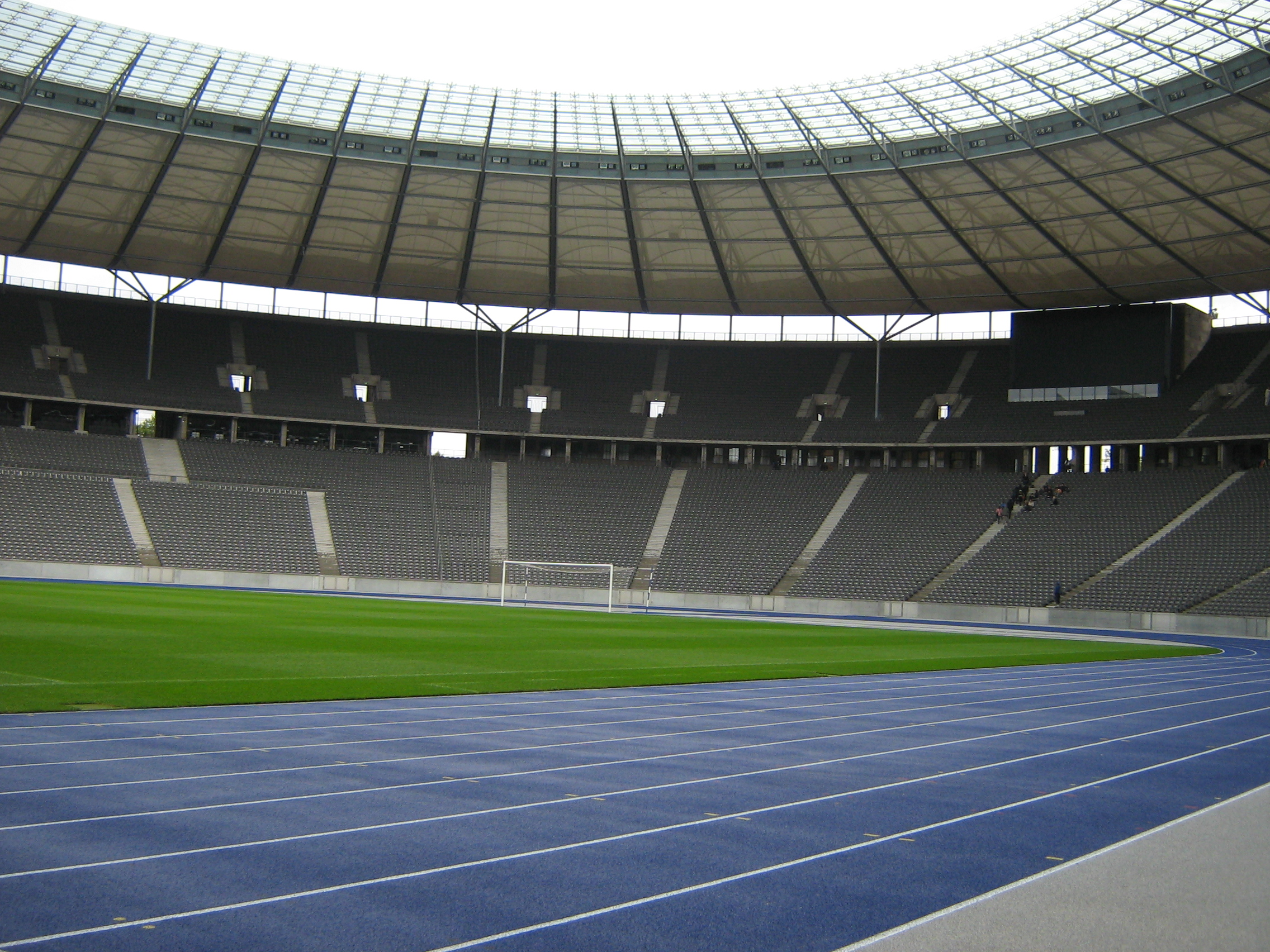
Die blaue Laufbahn um das Spielfeld, 2009
Panorama, 2009
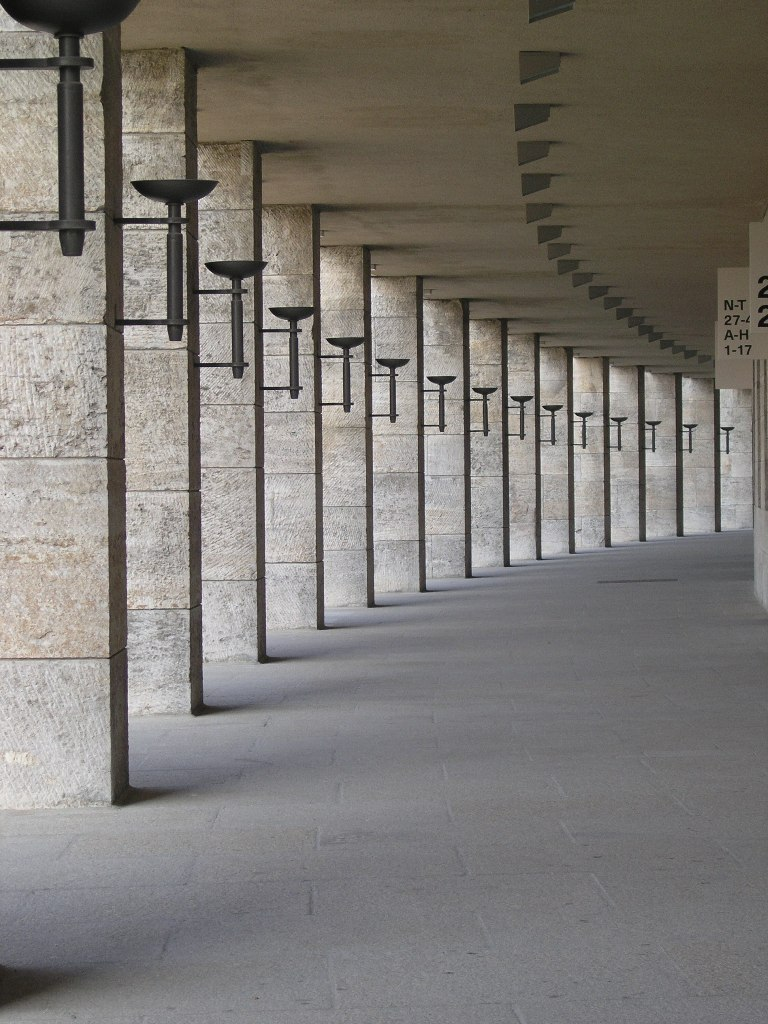
Feuerhalter im unteren Umgang bzw. Unterring, 2008
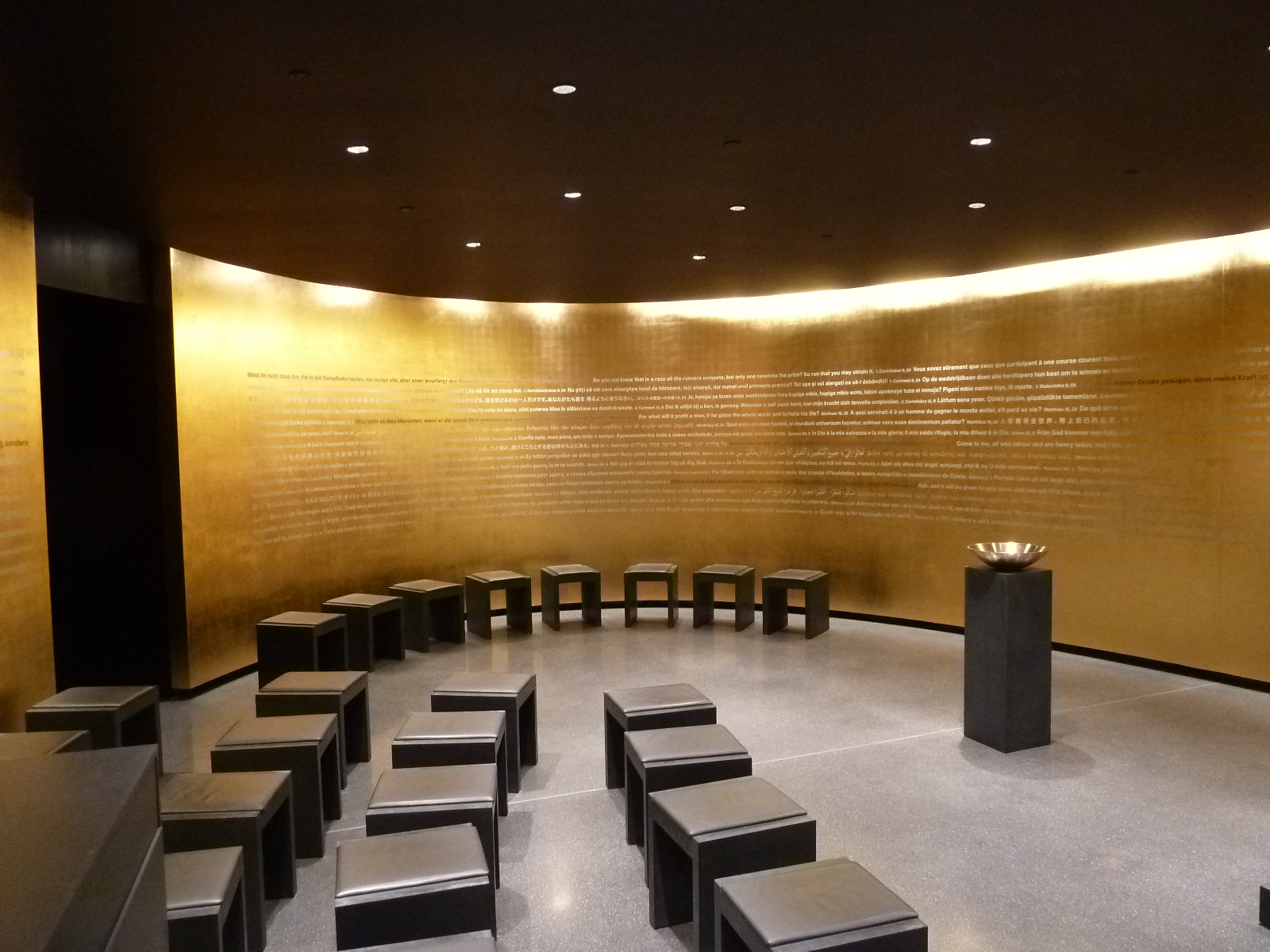
Kapelle, 2015

### Seit 2004
Die offizielle Einweihung des neuen Stadions fand am 31. Juli und 1. August 2004 mit einer großen Konzertveranstaltung statt, bei der unter anderem Nena, Pink und der Dirigent Daniel Barenboim auftraten. Am zweiten Tag eröffneten die Amateure von Hertha BSC gegen den Lokalrivalen 1. FC Union Berlin die Saison der Fußball-Regionalliga Nord, zudem wurde ein Freundschaftsspiel zwischen Hertha BSC und Beşiktaş Istanbul ausgetragen. Am 8. September 2004 wurde das Länderspiel Deutschland gegen Brasilien im Berliner Olympiastadion ausgetragen (Endstand: 1:1).
Das Stadion war Spielort und der Endspielort der Fußball-Weltmeisterschaft 2006. Am 13. Januar 2006 gab die FIFA bekannt, dass die von dem österreichischen Künstler André Heller geplante Eröffnungsfeier zur Fußball-Weltmeisterschaft in Berlin am 7. Juni abgesagt wird. Die 25 Millionen Euro teure Show sollte der festliche Auftakt zur Weltmeisterschaft in Deutschland sein. Mögliche Probleme mit dem Rasen im Berliner Olympiastadion für die folgenden Spiele wurden als Grund genannt. Als „Entschädigung“ für die Stadt Berlin wurde eine Feier auf der Straße des 17. Juni organisiert. Am 12. Mai 2006 wurde der „WM-Rasen“ für das Stadion direkt aus den Niederlanden geliefert, noch im gleichen Monat, in dem viele Aussteller auf dem Platz vor dem Stadion ihre Angebote zur Weltmeisterschaft vorstellten. Während der Fußballweltmeisterschaft 2006 fanden im Stadion vier Vorrundenpartien, das Viertelfinale Deutschland gegen Argentinien (5:3 n. E.) und das Finale zwischen Italien und Frankreich (6:4 n. E.) statt.
Im Jahr 2009 wurden im Olympiastadion Berlin die Leichtathletik-Weltmeisterschaften ausgetragen, zu deren Austragungsort Berlin am 4. Dezember 2004 benannt wurde. Während dieser Weltmeisterschaft wurden auf der Laufbahn des Berliner Olympiastadions von Usain Bolt Weltrekorde im 100-Meter- sowie im 200-Meter-Lauf aufgestellt, die mit 9,58 und 19,19 Sekunden noch heute Bestand haben.
Am 30. Mai 2015 kam im Olympiastadion beim Finale des DFB-Pokal-Wettbewerbs 2014/15 zwischen dem VfL Wolfsburg und Borussia Dortmund erstmals in Deutschland die Torlinientechnik Hawk-Eye zum Einsatz. Das Spiel endete 3:1 für die Wolfsburger.
Für den 6. Juni 2015 war das Endspiel der UEFA Champions League zur Austragung im Berliner Olympiastadion angesetzt. Der FC Barcelona konnte sich mit 3:1 gegen Juventus Turin durchsetzen.
Erneuter Stadionumbau

Die Überlegungen, durch einen Umbau in ein reines Fußballstadion nach den Wünschen von Hertha BSC und der SPD, die Leichtathletikanlage aus dem Stadion zu entfernen, hatten im Mai 2017 zu Protesten aus Reihen der Leichtathletik geführt. Nicht nur dass von Leichtathletikfunktionären die Verbannung der Leichtathletik aus dem Olympiastadion kritisiert wurde, sondern auch viele deutschen Spitzensportler sprachen sich dagegen aus und auch Usain Bolt (Jamaika) hatte sich in die Diskussion zur Erhaltung „seiner Weltrekordbahn“ (100 m, 200 m) eingeschaltet. Weiterhin wurde die Prüfung eines Bürgerbegehrens nicht ausgeschlossen, um die erst 2004 aufgewendeten Gelder und weitere Millionen für die Schaffung einer verbesserten Atmosphäre während eines Fußballspiels nicht unnötig verausgabt zu haben. Neuerdings scheinen die einseitigen Umbaupläne aus finanziellen und sportlogistischen Gründen nicht mehr geplant zu sein, da im Investitionsplan des Senats bis 2021, der im September 2017 vorgelegt wurde, dafür keine Mittel vorgesehen sind und sich Hertha BSC demnach auf eigene Rechnung in Berlin ein neues Stadion bauen soll. Im Mai 2018 stellten die Vereinsverantwortlichen von Hertha klar, dass sie kein Interesse am Umbau des Olympiastadions haben und einen Neubau auf dem Olympiagelände anstreben.

## Nutzung

### Sportliche Nutzung
Hertha BSC trägt seit der Gründung der Fußball-Bundesliga im Jahr 1963 seine Heimspiele im Olympiastadion aus, mit Ausnahme der Zeit in der drittklassigen Oberliga zwischen 1986 und 1988, und ist derzeitiger Hauptnutzer. Seit 1985 findet im Olympiastadion jährlich das Endspiel um den DFB-Pokal statt, was zunächst weiterhin bis zum Jahr 2025 so festgelegt ist. Bis 2009 galt das auch für das Endspiel im DFB-Pokal der Frauen. 1974 und 2006 wurden im Olympiastadion Spiele der Fußballweltmeisterschaft ausgetragen, 2006 auch das Finale. 2011 wurde hier die Fußball-Weltmeisterschaft der Frauen eröffnet. Tasmania Berlin, Tennis Borussia Berlin und Blau-Weiß 90 Berlin nutzten das Olympiastadion ebenfalls als Heimspielstätte während deren Zeiten in den Bundesligen. Das American-Football-Team von Berlin Thunder bestritt dort von 2003 bis 2007 seine Heimspiele in der NFL Europe. Außerdem werden Leichtathletik-Wettkämpfe, wie das jährliche ISTAF, im Stadion ausgetragen. Es wurde zum Austragungsort der Fußball-Europameisterschaft 2024 und deren Endspiels bestimmt.
In der UEFA Europa Conference League 2021/22 trug der 1. FC Union Berlin seine Heimspiele im Olympiastadion aus, da die heimische Alte Försterei überwiegend Stehplätze umfasste, was nicht den damaligen Anforderungen der UEFA entsprach. In der UEFA Champions League 2023/24 trug Union Berlin seine Heimspiele erneut im Olympiastadion aus, weil dieses eine größere Zuschauerkapazität als die Alte Försterei bietet.

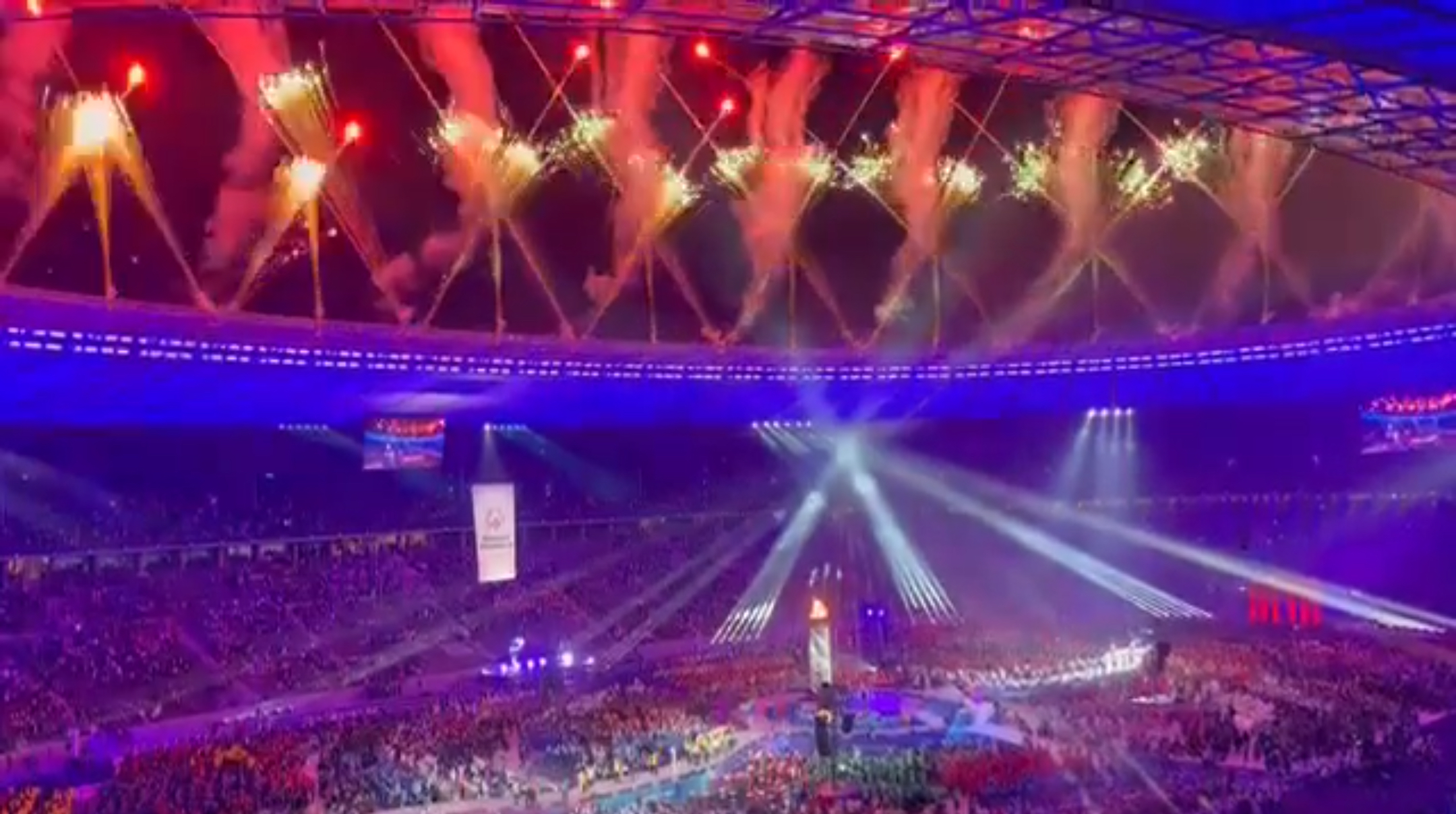
Eröffnungsfeier der 2023 Special Olympics World Summer Games am 17. Juni 2023

Am 17. Juni 2023 fand die Eröffnungsfeier der Special Olympics World Summer Games 2023 im Olympiastadion statt.

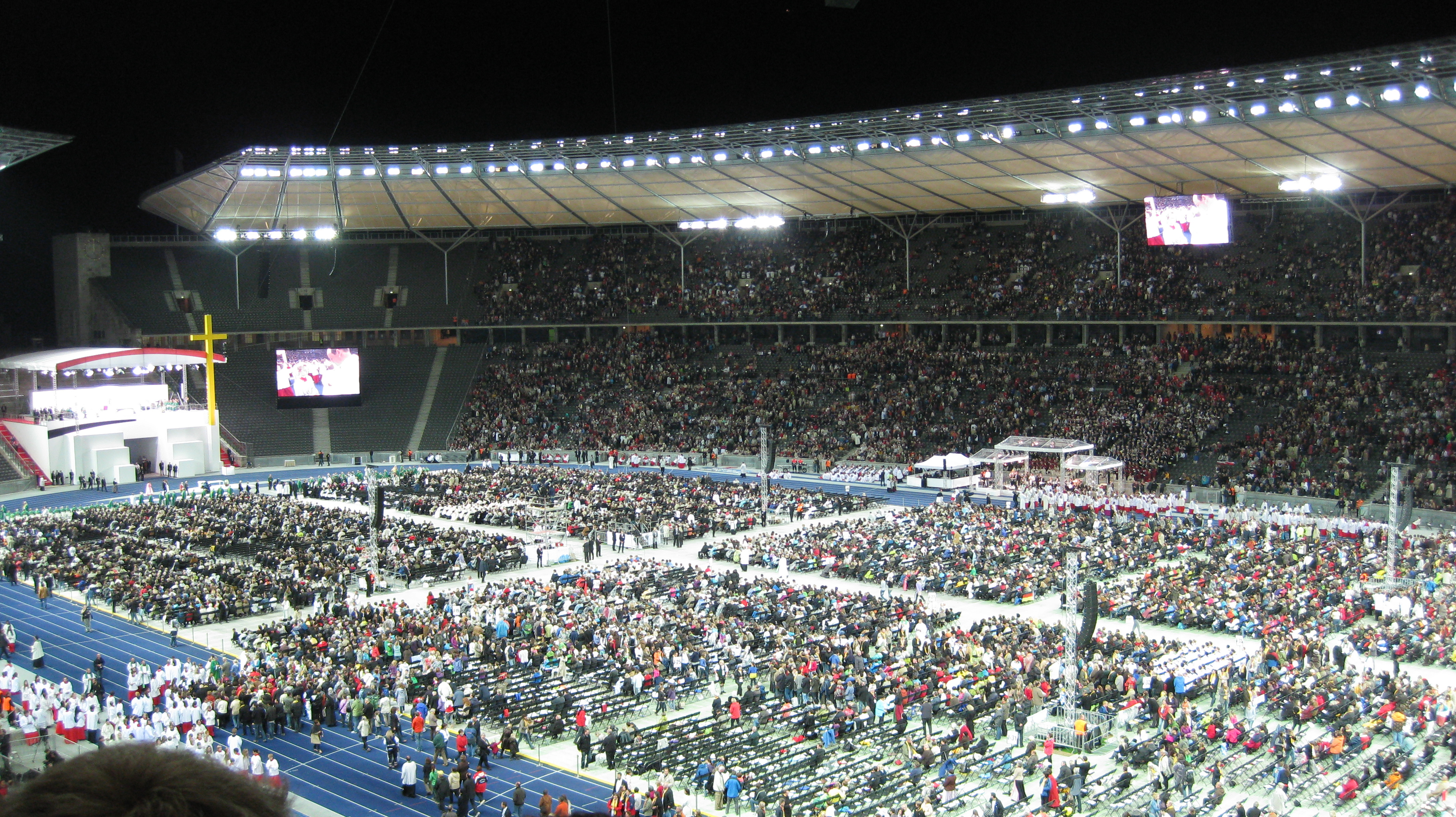
Olympiastadion beim Papstbesuch in Deutschland am 22. September 2011

Im Jahr 2025 wird im Olympiastadion das American-Football-Spiel NFL Berlin Game 2025 ausgetragen. Es wird ein Spiel der Regular Season der NFL 2025 sein. Am 15. Januar 2025 wurde bekannt gegeben, dass die Indianapolis Colts als Heimteam teilnehmen werden. Am 13. Mai 2025 gab die NFL bekannt, dass die Atlanta Falcons am 9. November 2025 Gegner der Colts sein werden.

### Andere Großveranstaltungen
Hauptsächlich im Sommer wird das Stadion auch für Großveranstaltungen ohne sportlichen Charakter, wie Kirchentage oder Konzerte, genutzt. Am 12. Juli 2008 trat Mario Barth vor 70.000 Zuschauern mit einem Live-Programm im Olympiastadion auf; im Juni 2014 kamen an zwei aufeinanderfolgenden Tagen rund 116.000 Zuschauer. Beide Auftritte wurden als Guinness-Weltrekord für einen „Live-Comedian mit den meisten Zuschauern“ eingestuft. Am 22. September 2011 zelebrierte Papst Benedikt XVI. im Rahmen seines Deutschlandbesuches eine heilige Messe im Olympiastadion. Jährlich besuchen rund 300.000 Touristen das Olympiastadion. Beispiele für Konzertveranstaltungen sind AC/DC, Metallica, Guns N’ Roses, Pink, Helene Fischer, The Rolling Stones, Bruce Springsteen, Rammstein, U2, Depeche Mode oder Linkin Park.

### Sonstiges
In anderen Räumlichkeiten des Stadions, wie dem Coubertinsaal oder der Jesse-Owens-Lounge, finden über das Jahr verteilt weitere Veranstaltungen statt.

## Verkehrsanbindung
Das Olympiastadion ist östlich durch den etwa 500 m entfernten U-Bahnhof Olympia-Stadion (zuerst: Stadion, später: Reichssportfeld, Olympia-Stadion Ost) der Linie U2 und südlich durch den etwa 300 m entfernt liegenden S-Bahnhof Olympiastadion mit den Linien S3 und S9 der S-Bahn an das Berliner Nahverkehrsnetz angeschlossen.
Bei Veranstaltungen im Olympiastadion (beispielsweise bei Spielen von Hertha BSC oder Fußball-Länderspielen) sowie im Olympiapark (beispielsweise beim Lollapalooza Berlin) werden Sonderzüge eingesetzt, die an vier Kopfbahnsteigen des S-Bahnhofs halten.

## Auszeichnungen
- IAKS All-Time-Award 2015[43][44]
- BDA-Architekturpreis Nike 2007 in der Kategorie beste Raumwirkung
- Im Jahr 2007 erhielt es den IOC/IPC/IAKS Award in Gold, den einzigen internationalen Architekturpreis für bereits im Betrieb bewährte Sport- und Freizeitbauten (Neubauten, Erweiterungen oder Modernisierungen). Gleichzeitig wurde es mit dem IOC/IPC/IAKS Sonderpreis 2007 für behindertengerechte Sportanlagen ausgezeichnet, der die Zugänglichkeit von Sportanlagen fördert, um auch Menschen mit Behinderungen die Möglichkeit zu geben, Sport uneingeschränkt und barrierefrei auszuüben oder dabei zuzuschauen.
- iF Gold Award 2007: Kapelle im Olympiastadion Berlin
- red dot award 2007: Kapelle im Olympiastadion Berlin
- Architekturpreis Berlin 2006
- Das Olympiastadion hat nach dem Umbau von der UEFA im Jahr 2005 den Status eines Fünf-Sterne-Stadions verliehen bekommen.
- Licht-Architektur-Preis 2005
- Deutscher Stahlbaupreis 2004